# 132719 Lambey
132719 Lambey este un asteroid din centura principală de asteroizi.

## Descriere
132719 Lambey este un asteroid din centura principală de asteroizi. A fost descoperit pe 1 august 2002 la Observatoire des Pises din Parcul național din Cévennes. Asteroidul prezintă o orbită caracterizată de o semiaxă mare de 2,57 ua, o excentricitate de 0,23 și o înclinație de 3,4° în raport cu ecliptica.